# Lago Apavatn
O Apavatn é um lago no sudoeste da Islândia conhecido pela pesca, sobretudo de trutas. O Apavatn tem uma superfície de cerca de 13 km² é ligeiramente maior que o vizinho Laugarvatn, que se situa a norte.